# Travesio
Travesio (friülà Travês) és un municipi italià, dins de la província de Pordenone. L'any 2007 tenia 1.839 habitants. Limita amb els municipis de Castelnovo del Friuli, Meduno, Pinzano al Tagliamento, Sequals i Tramonti di Sotto.

## Administració
| Període | Identitat       | Partit         |
| ------- | --------------- | -------------- |
| 2008-   | Alfredo Diolosà | Centreesquerra |